# Рооп, Евстафий Антонович
Евстафий (Густав) Антонович Рооп (1788—1842) — генерал-майор русской императорской армии, комендант и директор Гатчины.

## Биография
Происходил из дворян Эстляндской губернии; родился в 1788 году. Был старшим братом Эммануила и Богдана Рооп, также дослужившихся в Русской императорской армии до чина генерал-майора.
Службу начал 1 января 1802 года фанен-юнкером в Казанском драгунском полку, в 1804 году был произведён в прапорщики. В 1806 году принимал участие в походе против французов; участвовал в сражении при Прейсиш-Эйлау, где был ранен пулей в правое плечо навылет и саблей в левую бровь; с 28 января по 13 марта был на лечении, в Кенигсберге; 12 декабря 1809 года переведён в лейб-гвардии Драгунский полк и через год произведён в поручики.
С 21 января 1813 года — штабс-капитан; участвовал в заграничном походе русской армии; участвовал в сражении при Дрездене, а также в битве при Кульме, за отличие в котором, 15 сентября 1813 года, был награждён орденом Св. Владимира 4-й ст. с бантом и знаком отличия Прусского Железного креста. В сражении при Лейпциге (4—6 октября) он был ранен в левую ногу обломком гранаты и получил контузию от ядра в грудь, но службы не оставил, лечился при полку и уже 11 октября находился при Бутельштадте и при преследовании неприятеля до реки Рейна. В январе—феврале 1814 года участвовал в сражениях во Франции, а затем был командирован с командою от генерал-квартирмейстера барона Дибича, для открытия коммуникации с армиею генерал-фельдмаршала Блюхера — за исполнение этого поручения 18 апреля 1814 года был награждён золотой шпагой с надписью «за храбрость». Участвовал в сражении при Фер-Шампенуазе и при преследовании неприятеля до Парижа и 18 марта участвовал в битве при Париже. За участие в мартовских сражениях был награждён орденом Св. Анны 2-й степени. Вернулся в Россию 12 октября 1814 года.
Произведён в капитаны 25 марта 1816 года, в полковники — 14 мая 1819 года; в 1820 году ему «Всемилостивейше пожаловано было, в вечное и потомственное владение», 3000 десятин земли в Саратовской, Астраханской, Вологодской, Вятской, Кавказской, Новгородской, Олонецкой, Оренбургской, Пермской и Сибирской губерниях.
С 17 сентября 1823 года Рооп был командиром учебного кавалерийского эскадрона, 12 декабря 1824 года; за выслугу лет был пожалован орденом Св. Георгия 4-го класса, 11 июня 1827 года получил алмазные знаки ордена Св. Анны 2-й степени, 25 марта 1828 года произведён в генерал-майоры, 6 декабря 1831 года получил орден Св. Станислава 2-й степени.
С 10 января 1832 года вступил в должность коменданта и директора города Гатчины; 13 апреля 1840 года был награждён орденом Св. Анны 1-й степени.
Умер 22 апреля (4 мая) 1842 года в Гатчине, где и был погребён на Колпинском кладбище. Жена его, Анна Евстафьевна, пережила мужа.